# Bradley Center
O BMO Harris Bradley Center foi um ginásio multiuso localizado em Milwaukee, Wisconsin (EUA). Foi a casa dos times de basquetebol Milwaukee Bucks (NBA) e do time masculino da Marquette University e do time de hóquei no gelo Milwaukee Admirals (AHL).
Inaugurado em 1988, era um dos mais velhos ginásios da NBA, visando substituir a velha MECCA Arena (atual UW–Milwaukee Panther Arena).
A arena foi uma doação filantrópica de Jane e Lloyd Pettit em memória a seu pai, Harry Lynde Bradley, que dava nome ao ginásio.
O ginásio tinha capacidade para 18.717 torcedores nos jogos dos Bucks, podendo chegar a 20 mil em concertos.

## Galeria
- Interior na configuração para basquetebol
- Interior na configuração para futebol americano de arena
- Interior na configuração para hóquei no gelo